# گلنکو، استرالیای جنوبی
گلنکو (به انگلیسی: Glencoe) یک منطقهٔ مسکونی در استرالیا است که در استرالیای جنوبی واقع شده‌است.